# 28 sierpnia
28 sierpnia jest 240. (w latach przestępnych 241.) dniem w kalendarzu gregoriańskim. Do końca roku pozostaje 125 dni.

## Święta
- Imieniny obchodzą: Adelinda, Aleksander, Aleksy, Alfons, Augustyn, Bibian, Bonifacy, Feliks, Fortunat, Hermes, January, Joachima, Julian, Mojżesz, Patrycja, Pelagiusz, Sobiesław, Stronisław, Wyszomir i Wyszymir.
- Międzynarodowe:
  - Międzynarodowy Dzień Ratownictwa Górskiego – ustanowiony w 2022 przez Międzynarodowy Komitet Ratownictwa Alpejskiego (ICAR) podczas konferencji w Szwajcarii[1].
- Hongkong – Dzień Wyzwolenia
- Kościół prawosławny – Zaśnięcie Bogurodzicy (jedno z 12 głównych świąt)
- Polska – Święto Lotnictwa Polskiego (od 1993)
- Wspomnienia i święta w Kościele katolickim[2][3] obchodzą:
  - bł. Alfons Maria od Ducha Świętego (męczennik)
  - św. Augustyn z Hippony (biskup i doktor Kościoła)
  - św. Joachima De Vedruna (zakonnica)
  - św. Juniper Serra (misjonarz)
  - św. Mojżesz Etiopczyk, Mojżesz Rabuś, Mojżesz Czarny (zm. ok. 395)[4]

## Wydarzenia w Polsce

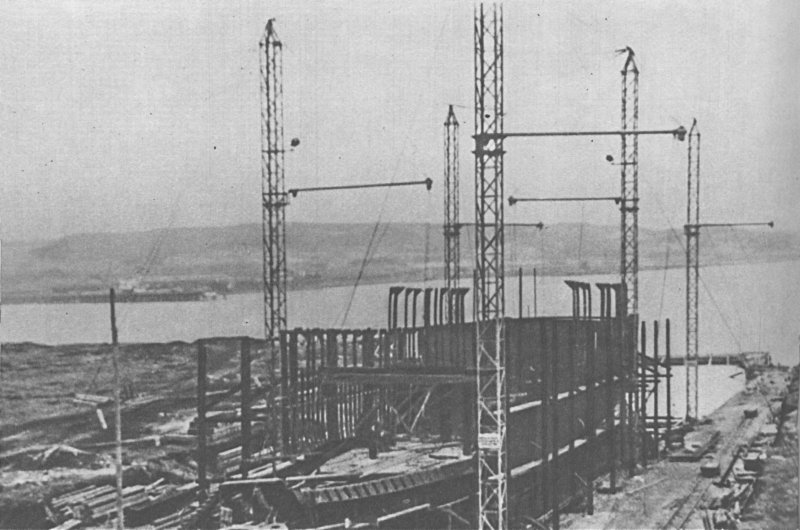
SS „Olza” na pochylni (1938)

- 1409 – Wielka wojna z zakonem krzyżackim: Krzyżacy i ich zaciężni zdobyli Bydgoszcz wraz z zamkiem.
- 1514 – IV wojna litewsko-moskiewska: straż przednia polsko-litewskiej armii zmierzającej do odzyskania Smoleńska została zaatakowana przez wojska moskiewskie. Wywiązała się potyczka, którą wygrały siły królewskie.
- 1638 – Swarzędz otrzymał prawa miejskie.
- 1645 – W Toruniu rozpoczął się wspólny zjazd katolików, luteran i kalwinistów pod nazwą Colloquium charitativum (łac. braterska rozmowa).
- 1656 – Potop szwedzki: zwycięstwo wojsk polskich w bitwie pod Lubrzem.
- 1657 – II wojna północna: po dwóch miesiącach oblężenia Poznania przez wojska polskie 1200 Brandenburczyków opuściło miasto, a w ślad za nimi wyruszyły załogi z Kórnika i Kościana (ok. 800 ludzi).
- 1794 – Insurekcja kościuszkowska: załamało się silne natarcie pruskie na olszynę powązkowską bronioną przez Jana Henryka Dąbrowskiego.
- 1882 – W Krakowie rozpoczęto budowę linii tramwajowej.
- 1913 – W Bydgoszczy otwarto Most Królowej Jadwigi.
- 1917 – Powstała Komisja przejściowa tymczasowej Rady Stanu.
- 1919 – Zakończyło się powstanie sejneńskie. Wojska litewskie zostały wyparte z Suwalszczyzny.
- 1927 – W Spale odbyły się pierwsze ogólnopolskie dożynki pod patronatem prezydenta Rzeczypospolitej Ignacego Mościckiego.
- 1928 – Premiera filmu Szaleńcy w reżyserii Leonarda Buczkowskiego.
- 1931 – Powołano Naczelny Komitet do Spraw Bezrobocia.
- 1938 – W Stoczni Gdyńskiej położono stępkę pod drobnicowiec „Olza” – pierwszy statek pełnomorski zbudowany w II RP.
- 1939 – Niemiecki agent i członek mniejszości niemieckiej z Bielska Antoni Guzy dokonał zamachu bombowego na dworcu kolejowym w Tarnowie, w wyniku którego zginęło 20 osób, a 35 zostało rannych.
- 1943 – W Gdyni aresztowano około 70 członków Polskiej Armii Powstania.
- 1944 – 28. dzień powstania warszawskiego: gmach Polskiej Wytwórni Papierów Wartościowych został opanowany przez hitlerowskie oddziały liczące 1600 żołnierzy; pocisk o masie 2 ton kalibru 600 mm z samobieżnego moździerza typu Karl-Gerät trafił w szczytową część budynku Towarzystwa Ubezpieczeniowego „Prudential” i mimo że nie eksplodował bardzo poważnie uszkodził jego konstrukcję (spowodował odchylenie od pionu). Moment trafienia został uwieczniony na fotografii, wykonanej z dachu budynku przy ulicy Kopernika przez Sylwestra Brauna.
- 1946 – 18-letnia Danuta Siedzikówna ps. „Inka”, sanitariuszka i łączniczka 5. Wileńskiej Brygady Armii Krajowej i jej współtowarzysz z oddziału Feliks Selmanowicz ps. „Zagończyk” zostali zastrzeleni w więzieniu przy ul. Kurkowej w Gdańsku.
- 1948 – We Wrocławiu zakończył się Światowy Kongres Intelektualistów w Obronie Pokoju (25-28 sierpnia).
- 1958 – W katastrofie górniczej w KWK „Makoszowy” w Zabrzu zginęło 72 górników.
- 1987 – Premiera filmu psychologicznego Życie wewnętrzne w reżyserii Marka Koterskiego.
- 1991 – Podczas prac ziemnych w Gdańsku odkryto masowy grób 38 zamordowanych w 1939 roku obrońców Poczty Polskiej.
- 2003 – Ukazał się album Myśli i słowa zespołu Bajm.
- 2006 – MSWiA rozpoczęło wydawanie paszportów biometrycznych.
- 2007 – Na antenie TVN24 zadebiutował helikopter transmisyjny Błękitny 24.
- 2011 – KRRiTV wprowadziło 5 nowych polskich oznaczeń telewizyjnych.
- 2015 – Poziom Wisły w Warszawie spadł do rekordowych 41 cm.
- 2016 – Podczas 7. Memoriału Kamili Skolimowskiej na Stadionie Narodowym w Warszawie Anita Włodarczyk poprawiła wynikiem 82,98 m własny rekord świata w rzucie młotem.
- 2022 – W Woli Śniatyckiej odsłonięto Pomnik Chwały Kawalerii i Artylerii Konnej.

## Wydarzenia na świecie

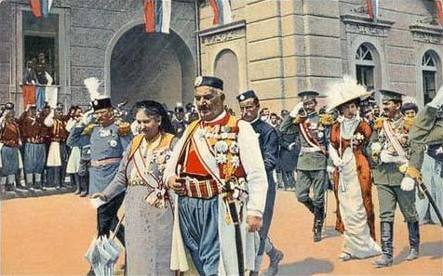
Proklamacja Królestwa Czarnogóry, Cetynia, 28 sierpnia 1910

- 475 – Naczelnik wojsk Orestes obalił cesarza zachodniorzymskiego Juliusza Neposa.
- 476 – Orestes został zamordowany w Piacenzy przez żołnierzy wodza germańskiego Odoakra.
- 489 – W bitwie nad rzeką Isonzo wojska Ostrogotów pod wodzą Teodoryka Wielkiego pokonały sprawującego rządy w całej Italii Odoakra.
- 876 – Po śmierci króla Ludwika II Państwo wschodniofrankijskie (Niemcy) zostało podzielone między jego trzech synów.
- 1189 – III wyprawa krzyżowa: Gwidon de Lusignan rozpoczął oblężenie Akki.
- 1421 – Wojska margrabiego miśnieńskiego wkroczyły do Czech rozpoczynając II krucjatę antyhusycką.
- 1481 – Jan II Doskonały został królem Portugalii.
- 1513 – Papież Leon X ustanowił diecezję panamską.
- 1542 – Wojna turecko-portugalska: zwycięstwo wojsk tureckich w bitwie pod Woflą w Etiopii.
- 1565 – Pedro Menéndez de Avilés założył St. Augustine na Florydzie, najstarsze istniejące miasto w USA.
- 1604 – Londynie podpisano traktat pokojowy kończący wojnę angielsko-hiszpańską.
- 1609:
  - II Dymitriada: nierozstrzygnięta bitwa pod Kalazinem między wspierającą Dymitra Samozwańca II najemną jazdą polsko-litewską pod dowództwem rotmistrza Jana Piotra Sapiehy z okopanymi nad Wołgą wojskami moskiewskimi Michaiła Skopina-Szujskiego i około 300 osobowym oddziałem szwedzkim pod dowództwem Kristera Some.
  - Henry Hudson jako pierwszy Europejczyk wylądował w Delaware w Ameryce Północnej.
- 1610 – II wojna polsko-rosyjska: po zwycięstwie nad armią rosyjską w bitwie pod Kłuszynem oddziały polskie pod wodzą hetmana polnego koronnego Stanisława Żółkiewskiego wkroczyły do Moskwy, gdzie przebywały na Kremlu do roku 1612.
- 1619 – Ferdynand II Habsburg został cesarzem rzymsko-niemieckim.
- 1620 – Taichang został cesarzem Chin.
- 1624 – Wojna osiemdziesięcioletnia: wojska hiszpańskie pod wodzą Ambrosio Spinoli rozpoczęły oblężenie Bredy.
- 1640 – II wojna biskupia: zwycięstwo wojsk szkockich nad angielskimi w bitwie pod Newburn.
- 1670 – Rozpoczęto budowę linii fortyfikacji Cottonera Lines w Cospicua i Birgu na Malcie.
- 1680 – Karol II Wittelsbach został elektorem Palatynatu Reńskiego.
- 1789 – Niemiecki astronom William Herschel odkrył Enceladusa, jeden z księżyców Saturna.
- 1794 – Papież Pius VI ogłosił konstytucję apostolską Auctorem fidei, skierowaną przeciwko decyzjom jansenistycznego synodu w Pistoi w 1786 roku.
- 1797 – Po zachodniej stronie Renu została utworzona zależna od Francji Republika Cisreńska.
- 1802 – Napoleon Bonaparte oderwał od Szwajcarii kanton Valais, na którego terenie utworzył następnie marionetkową Republikę Rodańską.
- 1844 – W czasopiśmie „Journal des débats” ukazał się pierwszy odcinek powieści Aleksandra Dumasa (ojca) Hrabia Monte Christo.
- 1845 – Ukazało się pierwsze wydanie miesięcznika popularnonaukowego „Scientific American”.
- 1850 – W Weimarze odbyła się premiera opery Lohengrin Richarda Wagnera.
- 1854 – Wojna krymska: wojska brytyjsko-francuskie rozpoczęły oblężenie Pietropawłowska na Kamczatce.
- 1859 – Rozpoczęła się największa dotąd zaobserwowana burza słoneczna.
- 1862 – Wojna secesyjna: rozpoczęła się II bitwa pod Bull Run.
- 1867 – Stany Zjednoczone anektowały atol Midway na Pacyfiku.
- 1884 – Harry Atkinson został po raz trzeci premierem Nowej Zelandii.
- 1886 – Wasił Radosławow został premierem Bułgarii.
- 1898 – Farmaceuta Caleb Bradham z New Bern w Karolinie Północnej zmienił nazwę stworzonego i sprzedawanego przez siebie Napoju Brada na Pepsi-Cola.
- 1903 – Założono Harley-Davidson Motor Company.
- 1906 – Założono norweski klub piłkarski Moss FK.
- 1907 – Założono amerykańskie przedsiębiorstwo zajmujące się przewozem przesyłek i logistyką UPS.
- 1909 – W wojskowym zamachu stanu został obalony premier Grecji Dimitrios Ralis. Nowym premierem został Kyriakulis Mawromichalis.
- 1910 – Proklamowano Królestwo Czarnogóry.
- 1913 – Otwarto Pałac Pokoju w Hadze, gdzie swe siedziby mają m.in. Międzynarodowy Trybunał Sprawiedliwości i Stały Trybunał Arbitrażowy.
- 1914:
  - I wojna światowa: skapitulował garnizon obronny niemieckiej kolonii Togo.
  - I wojna światowa: zwycięstwo floty brytyjskiej nad niemiecką w bitwie pod Helgolandem.
- 1916 – I wojna światowa: Niemcy wypowiedziały wojnę Rumunii, a Włochy Niemcom.
- 1918 – Założono bułgarski klub piłkarski Spartak Warna.
- 1922 – Na falach nowojorskiej rozgłośni WEAF pojawiła się pierwsza reklama radiowa.
- 1924 – W Gruzji wybuchło antysowieckie powstanie sierpniowe.
- 1932 – Franciszek Żwirko i Stanisław Wigura na samolocie RWD-6 wygrali międzynarodowe zawody lotnicze Challenge w Berlinie.
- 1936:
  - Hiszpańska wojna domowa: zwycięstwo wojsk republikańskich w bitwie pod Monte Pelado.
  - W Pradze uruchomiono pierwszą linię trolejbusową.
- 1937 – Założono Toyota Motor Corporation.
- 1939:
  - Prezydent ks. Jozef Tiso ogłosił pod naciskiem niemieckim pełną mobilizację wojsk słowackich.
  - W III Rzeszy wprowadzono bez zapowiedzi reglamentację żywności i benzyny.
- 1940:
  - powstał 306 Dywizjon Myśliwski „Toruński”
  - Bitwa o Anglię: miał miejsce pierwszy duży nalot 160 niemieckich bombowców na Liverpool.
- 1941:
  - Atak Niemiec na ZSRR: podczas ewakuacji Tallinna Sowieci stracili na minach morskich niszczyciele „Jakow Swierdłow”, „Skoryj”, „Kalinin”, „Wołodarskij” i „Artiom” oraz okręty podwodne „S-5” i „Szcz-301”.
  - Została zlikwidowana Niemiecka Nadwołżańska ASRR.
- 1942:
  - Bitwa o Atlantyk: na Morzu Karaibskim niemiecki U-Boot został zbombardowany przez amerykańską łódź latającą Catalina a następnie staranowany przez kanadyjską korwetę HMCS „Oakville”. Zginęło 19 członków załogi, uratowano 36.
  - W chorwackim obozie koncentracyjnym Jasenovac strażnicy urządzili zawody w mordowaniu więźniów. Zwycięzca, Petar Brzica, poderżnął gardła 1360 osobom.
- 1943:
  - Na Morzu Karskim niemiecki okręt podwodny U-639 został wykryty sonarem i storpedowany przez radziecką jednostkę tej samej klasy S-101, w wyniku czego zginęła cała, 47-osobowa załoga.
  - Po śmierci Borysa III jego 6-letni Symeon II został ogłoszony nowym carem Bułgarii. Faktyczną władzę przejęła Rada Regentów.
  - W Danii rozpoczął się strajk generalny przeciwko okupacji nazistowskiej.
- 1945 – Ukazało się pierwsze wydanie argentyńskiego dziennika „Clarín”.
- 1955 – Dokonano linczu na czternastoletnim chłopcu afroamerykańskim Emmecie Tillu. Brutalność morderstwa oraz uniewinnienie sprawców stało się impulsem do działań ruchu praw obywatelskich, a Till stał się później ikoną ruchu.
- 1957 – Pilot doświadczalny Mike Randrup na brytyjskim myśliwcu odrzutowym English Electric Canberra ustanowił rekord wysokości lotu samolotem (21 430 m).
- 1963 – Podczas tzw. Marszu na Waszyngton pastor Martin Luther King wygłosił do 200-tysięcznego tłumu przemówienie I Have a Dream (Mam marzenie).
- 1964 – Wybuchły zamieszki rasowe w Filadelfii, w wyniku których rannych zostało 341 osób.
- 1965 – W Bridgeport w stanie Connecticut Fred DeLuca i Peter Buck otworzyli pierwszy bar szybkiej obsługi Subway.
- 1968:
  - Chińskie Radio Międzynarodowe nadało pierwszą audycję w języku polskim.
  - W zamachu przeprowadzonym przez Rebelianckie Siły Zbrojne (FAR) zginął amerykański ambasador w Gwatemali John Gordon Mein.
- 1969 – Po raz pierwszy zebrał się parlament Gibraltaru.
- 1971 – Podczas podchodzenia do lądowania w Kopenhadze rozbił się należący do linii Malév Ił-18, pilotowany przez największego węgierskiego asa myśliwskiego z czasów wojny Dezső Szentgyörgyiego, w wyniku czego zginęły 32 spośród 34 osób na pokładzie.
- 1973:
  - Szwedzka policja po szturmie aresztowała napastników, którzy od 23 sierpnia przetrzymywali zakładników w placówce Kreditbanken w Sztokholmie. Współpracujący przy tej sprawie z policją kryminolog i psycholog Nils Bejerot, na podstawie swoich obserwacji, utworzył termin syndrom sztokholmski, oznaczający psychiczne uzależnienie zakładników od porywaczy.
  - W trzęsieniu ziemi w meksykańskich stanach Puebla, Veracruz i Oaxaca zginęło około 1200 osób.
  - Zlikwidowano komunikację tramwajową w uzbeckiej Samarkandzie.
- 1974 – Geir Hallgrímsson został premierem Islandii.
- 1975 – Dokonano oblotu amerykańskiego lekkiego śmigłowca Robinson R22.
- 1978 – Alfredo Nobre da Costa został premierem Portugalii.
- 1980 – Mudar Badran został po raz drugi premierem Jordanii.
- 1986 – Tina Turner otrzymała swoją gwiazdę na Hollywood Walk of Fame.
- 1987:
  - Premiera duńskiego filmu Uczta Babette w reżyserii Gabriela Axela.
  - W Manili doszło do nieudanej próby obalenia przez wojsko prezydent Filipin Corazon Aquino. W czasie ataku na pałac prezydencki ciężko ranny został jej syn i późniejszy prezydent Benigno Aquino III, a trzech jego ochroniarzy zginęło.
  - Założono brytyjskie przedsiębiorstwo produkujące gry komputerowe The Creative Assembly.
- 1988 – 70 osób zginęło, a około 1000 zostało rannych w wyniku katastrofy trzech włoskich myśliwców podczas pokazów lotniczych w amerykańskiej bazie lotniczej Ramstein w Niemczech.
- 1990 – Irak ogłosił okupowany Kuwejt swoją 19. prowincją.
- 1991:
  - W Libii rozpoczęto budowę tzw. Wielkiej Sztucznej Rzeki, będącej siecią rurociągów dostarczających wodę pitną z podziemnych warstw wodonośnych na Saharze do miast na wybrzeżu kraju.
  - W Rosji zakazano działalności KPZR, a jej majątek zasekwestrowano.
- 1992 – Ukazał się album Tourism szwedzkiego duetu Roxette.
- 1993:
  - 82 osoby zginęły w katastrofie samolotu Jak-40 w Tadżykistanie.
  - Alfonso Bustamante został premierem Peru.
- 1995 – Wojna w Bośni i Hercegowinie: serbskie pociski trafiły w targowisko w Sarajewie, w wyniku czego zginęło 35 osób, a 85 zostało rannych.
- 1996 – Orzeczono rozwód księcia Karola i księżnej Diany.
- 1998 – Said Musa został premierem Belize.
- 2000 – W tanzańskiej Aruszy zawarto porozumienie pokojowe, stanowiące jeden z najważniejszych kroków na drodze do zakończenia wojny domowej w Burundi.
- 2002 – Theo-Ben Gurirab został premierem Namibii.
- 2004 – Kościół katolicki przekazał Kazańską Ikonę Matki Bożej Rosyjskiemu Kościołowi Prawosławnemu jako gest dobrej woli papieża Jana Pawła II.
- 2007:
  - Abdullah Gül został wybrany przez Wielkie Zgromadzenie Narodowe na urząd prezydenta Turcji.
  - Około 50 osób zginęło, a 500 zostało rannych w starciach rywalizujących grup szyitów w Iraku.
- 2008:
  - Na Morzu Karaibskim uformował się huragan Hanna.
  - Służby afgańskie formalnie przejęły od Międzynarodowych Sił Wsparcia Bezpieczeństwa ISAF odpowiedzialność za bezpieczeństwo w Kabulu.
- 2010:
  - Madagaskarski sąd skazał zaocznie obalonego prezydenta Marka Ravalomananę na karę dożywotniego pozbawienia wolności za wydanie rozkazu strzelania do demonstrantów w lutym 2009 roku, w wyniku czego zginęło co najmniej 30 osób.
  - Zbankrutowały linie lotnicze Mexicana.
- 2011 – Wojna domowa w Libii: zwycięstwo rebeliantów w II bitwie o Trypolis.
- 2013 – 71 osób zginęło, a 201 zostało rannych w serii zamachów w Bagdadzie wymierzonych w szyitów.
- 2014:
  - Dotychczasowy premier Turcji Recep Tayyip Erdoğan został zaprzysiężony na urząd prezydenta, a nowym premierem został Ahmet Davutoğlu.
  - Ofensywa Państwa Islamskiego w Iraku: dżihadyści dokonali pod Tuz Churmatu egzekucji na 30 sunnickich liderach plemiennych po tym, jak odmówili złożenia aktu wierności samozwańczemu kalifowi Abu Bakrowi al-Baghdadiemu.
- 2015 – Została zdelegalizowana Islamska Partia Odrodzenia Tadżykistanu.

## Eksploracja kosmosu
- 1964 – Został wystrzelony amerykański satelita meteorologiczny Nimbus 1.
- 1974 – Z powodu nieudanej próby przycumowania do stacji kosmicznej Salut 3 przed czasem zakończyła się załogowa misja kosmiczna Sojuz 15.
- 1993 – Sonda Galileo przeleciała obok planetoidy (243) Ida i odkryła jej satelitę – Daktyla.
- 2009 – Zakończyła się misja pierwszej indyjskiej sondy i sztucznego satelity Księżyca Chandrayaan-1.

## Urodzili się
- 933 – Ryszard I Nieustraszony, książę Normandii (zm. 996)
- 1025 – Go-Reizei, cesarz Japonii (zm. 1068)
- 1312 – Henryk XV, książę Dolnej Bawarii (zm. 1333)
- 1473 – Jakub III, król Cypru (zm. 1474)
- 1481 – Francisco de Sá de Miranda, portugalski poeta, humanista (zm. 1558)
- 1519 – Vincenzo Giustiniani, włoski dominikanin, generał zakonu, kardynał (zm. 1582)
- 1582 – Taichang, cesarz Chin (zm. 1620)
- 1591 – Jan Chrystian, książę brzeski z dynastii Piastów (zm. 1639)
- 1592 – George Villiers, angielski arystokrata, admirał (zm. 1628)
- 1597 – Giovanni Battista Spada, włoski kardynał (zm. 1675)
- 1612 – Marcus Zuerius van Boxhorn, holenderski językoznawca (zm. 1653)
- 1619 – Anna Genowefa de Bourbon-Condé, księżniczka Condé i Enghien (zm. 1679)
- 1625 – Prospero Intorcetta, włoski jezuita, misjonarz, uczony (zm. 1696)
- 1639 – Maria Mancini, włoska arystokratka (zm. 1715)
- 1667 – Ludwika Meklemburska, królowa Danii i Norwegii (zm. 1721)
- 1691 – Elżbieta Krystyna von Braunschweig-Wolfenbüttel, [cesarzowa Niemiec, królowa Czech i Węgier (zm. 1750)
- 1694 – Szarlota Krystyna von Braunschweig-Wolfenbüttel, wielka księżna rosyjska (zm. 1715)
- 1707 – Antonín Petr Příchovský z Příchovic, czeski duchowny katolicki, biskup hradecki, arcybiskup metropolita praski i prymas Czech (zm. 1793)
- 1714 – Antoni Ulryk z Brunszwiku-Wolfenbüttel, książę Brunszwiku-Beveren, dowódca wojskowy w służbie rosyjskiej (zm. 1774)
- 1721 – Charles-Louis Clérisseau, francuski architekt, malarz (zm. 1820)
- 1739 – Agostino Accorimboni, włoski kompozytor (zm. 1818)
- 1749 – Johann Wolfgang von Goethe, niemiecki poeta, dramaturg, prozaik, uczony, polityk, wolnomularz (zm. 1832)
- 1755 – Cesare Brancadoro, włoski duchowny katolicki, biskup Orvieto, arcybiskup Fermo, kardynał (zm. 1837)
- 1764 – Ambrose Maréchal, amerykański duchowny katolicki, arcybiskup metropolita Baltimore pochodzenia francuskiego (zm. 1828)
- 1765 – Tadeusz Czacki, polski polityk, pedagog, historyk, numizmatyk (zm. 1813)
- 1768 – Augustyn Koźmiński, polski szlachcic, rotmistrz (zm. 1794)
- 1770 – Johann Karl Simon Morgenstern, niemiecki filozof, filolog klasyczny (zm. 1852)
- 1771 – Jeremiah Brown Howell, amerykański prawnik, polityk (zm. 1822)
- 1772 – Franciszek Sapieha, polski generał (zm. 1829)
- 1774 – Elżbieta Seton, amerykańska święta (zm. 1821)
- 1775 – Sophie Gail, francuska kompozytorka, śpiewaczka operowa (mezzosopran) (zm. 1819)
- 1779 – Antonina Sachsen-Coburg-Saalfeld, księżna Saksonii (zm. 1824)
- 1781 – Maximilian Karl Friedrich Wilhelm Grävell, pruski prawnik, polityk (zm. 1860)
- 1789 – Stefania de Beauharnais, wielka księżna Badenii (zm. 1860)
- 1795 – Jan Merlini, włoski duchowny katolicki, Sługa Boży (zm. 1873)
- 1797 – Karl Otfried Müller, niemiecki filolog klasyczny, archeolog (zm. 1840)
- 1798 – Harro Harring, niemiecki poeta, prozaik, działacz rewolucyjny i demokratyczny pochodzenia duńskiego (zm. 1870)
- 1801:
  - Hermann Friedrich Bonorden, niemiecki lekarz, mykolog (zm. 1884)
  - Katarzyna Cittadini, włoska zakonnica, błogosławiona (zm. 1857)
  - Antoine Augustin Cournot, francuski filozof, matematyk, ekonomista, wykładowca akademicki (zm. 1877)
- 1802 – Angelo Quaglia, włoski kardynał (zm. 1872)
- 1805 – August Wilkoński, polski prozaik, satyryk, krytyk literacki, uczestnik powstania listopadowego (zm. 1852)
- 1808 – Fernando de la Puente y Primo de Rivera, hiszpański duchowny katolicki, arcybiskup Burgos, kardynał (zm. 1867)
- 1809 – Antonio Somma, włoski prawnik, poeta, librecista (zm. 1864)
- 1810:
  - Jaime Balmes, hiszpański duchowny katolicki, filozof, socjolog, pisarz polityczny (zm. 1848)
  - Constant Troyon, francuski malarz (zm. 1865)
- 1811 – Tadeusz Łada-Zabłocki, polski etnograf, tłumacz, poeta (zm. 1847)
- 1812 – Rudolf von Alt, austriacki malarz (zm. 1865)
- 1813 – Jones Very, amerykański duchowny, poeta, eseista (zm. 1880)
- 1814 – Sheridan Le Fanu, irlandzki pisarz, dziennikarz (zm. 1873)
- 1816 – Bogumiła Donimirska, polska posiadaczka ziemska, działaczka społeczna i oświatowa (zm. 1914)
- 1819 – August Żyzniewski, polski muzealnik, archeolog amator, urzędnik w służbie rosyjskiej (zm. 1896)
- 1821 – Thomas Seddon, brytyjski malarz (zm. 1856)
- 1824 – Imrich Bende, węgierski duchowny katolicki, biskup bańskobystrzycki i biskup nitrański (zm. 1911)
- 1827 – Cezary Biernacki, polski pisarz, historyk, archeolog (zm. 1896)
- 1828:
  - Jerzy Laskarys, polski poeta, dziennikarz (zm. 1888)
  - Jan Wnęk, polski cieśla, rzeźbiarz ludowy, pionier lotnictwa (zm. 1869)
- 1831 – Lucy Hayes, amerykańska pierwsza dama (zm. 1889)
- 1833 – Edward Burne-Jones, brytyjski malarz (zm. 1898)
- 1835 – Albrecht Heinrich von Schlieckmann, pruski polityk (zm. 1891)
- 1842 – Louis Le Prince, francuski wynalazca, pionier kinematografii (zag. 1890)
- 1843 – August Sedláček, czeski historyk, genealog (zm. 1926)
- 1848 – Paul Clemens von Baumgarten, niemiecki patolog, wykładowca akademicki (zm. 1928)
- 1850:
  - William Coolidge, brytyjski historyk, prawnik, alpinista pochodzenia amerykańskiego (zm. 1926)
  - Katarzyna (Jefimowska), rosyjska mniszka prawosławna (zm. 1925)
- 1851 – Ivan Tavčar, słoweński pisarz, prawnik, polityk, dziennikarz (zm. 1923)
- 1853 – Władimir Szuchow, rosyjski inżynier, wynalazca (zm. 1939)
- 1856 – Hajime Sakaki, japoński psychiatra, wykładowca akademicki (zm. 1897)
- 1859 – Matilda Howell, amerykańska łuczniczka (zm. 1939)
- 1860 – James McAulay, szkocki piłkarz, bramkarz (zm. 1943)
- 1863:
  - Mihály Lenhossék, węgierski lekarz, anatom, histolog (zm. 1937)
  - William Edwin Van Amburgh, amerykański działacz religijny, członek zarządu Towarzystwa Strażnica (zm. 1947)
- 1865 – Caspar Klein, niemiecki duchowny katolicki, arcybiskup Paderborn (zm. 1941)
- 1866:
  - Daniel Bernard Gross, polski adwokat, działacz spółdzielczy, polityk, senator RP pochodzenia żydowskiego (zm. 1942)
  - Józef Nieborowski, polski duchowny rzymskokatolicki, misjonarz (zm. 1942)[5]
- 1867:
  - Maxime Bôcher, amerykański matematyk, wykładowca akademicki (zm. 1918)
  - Umberto Giordano, włoski kompozytor (zm. 1948)
  - Karl Camillo Schneider, niemiecko-austriacki zoolog, filozof, parapsycholog, wykładowca akademicki (zm. 1943)
- 1869 – Albert Fuller Ellis, australijski odkrywca (zm. 1951)
- 1872 – Dominik Maria z Alboraya, hiszpański zakonnik, męczennik, błogosławiony (zm. 1936)
- 1878 – George Whipple, amerykański lekarz, laureat Nagrody Nobla (zm. 1976)
- 1879 – Sydney Ayres, amerykański aktor, reżyser i scenarzysta filmowy (zm. 1916)
- 1883:
  - Berti Ameisen, polski wojskowy, nauczyciel (zm. ?)
  - Mojżesz Wolfson, polski lekarz internista, działacz społeczny i oświatowy pochodzenia żydowskiego (zm. 1944?)
- 1884 – Wiesław Lisowski, polski architekt (zm. 1954)
- 1886 – Dora Gabe, bułgarska poetka, tłumaczka (zm. 1983)
- 1889 – Jan Robel, polski chemik (zm. 1962)
- 1890 – Gustaf Dyrsch, szwedzki jeździec sportowy (zm. 1974)
- 1891:
  - Stanley Andrews, amerykański aktor pochodzenia polskiego (zm. 1969)
  - Ernest Gevers, belgijski szpadzista (zm. 1965)
  - Stefan Marian Stoiński, polski etnograf, dyrygent, kompozytor, pedagog (zm. 1945)
- 1892:
  - Stanisław Jarecki, polski działacz niepodległościowy, polityk, p.o. wojewody kieleckiego, wojewoda stanisławowski (zm. 1955)
  - Michał Teodor Mendys, polski historyk, mediewista, archiwista (zm. 1944)
- 1894:
  - Karl Böhm, austriacki dyrygent (zm. 1981)
  - Brunon Franowski, polski malarz, grafik (zm. 1957)
- 1896 – Lew Termen, rosyjski wynalazca (zm. 1993)
- 1897 – Franciszek Dominiak, polski aktor (zm. 1984)
- 1898 – Charles Bouvier, szwajcarski bobsleista (zm. 1964)
- 1899:
  - Charles Boyer, francuski aktor (zm. 1978)
  - Chang Myon, południowokoreański polityk, wiceprezydent i premier Korei Południowej (zm. 1966)
  - Jan Mroziński, polski aktor (zm. 1954)
  - Johan Gabriel Oxenstierna, szwedzki pięcioboista nowoczesny (zm. 1995)
- 1900:
  - Sten Mellgren, szwedzki piłkarz (zm. 1989)
  - Kurt Otto, niemiecki piłkarz, trener, żołnierz (zm. 1942)
- 1901 – Tadeusz Hordt, polski major piechoty (zm. 1983)
- 1902 – Otto Neumann, niemiecki lekkoatleta, sprinter (zm. 1990)
- 1903:
  - Bruno Bettelheim, amerykański psychoanalityk pochodzenia austriackiego (zm. 1990)
  - Edmund Jankowski, polski wioślarz (zm. 1939)
  - Hanns-Horst von Necker, niemiecki generał Luftwaffe (zm. 1979)
  - Thure Sjöstedt, szwedzki zapaśnik (zm. 1956)
  - Rudolf Wagner-Régeny, niemiecki kompozytor (zm. 1969)
- 1904:
  - Secondo Campini, włoski inżynier (zm. 1980)
  - Jan Sokołowski, polski malarz, taternik (zm. 1953)
  - Aleksiej Żełtow, radziecki generał pułkownik, polityk (zm. 1991)
- 1905:
  - Trygve Brodahl, norweski biegacz narciarski (zm. 1996)
  - Leszek Krzemień, polski generał brygady, działacz komunistyczny (zm. 1997)
- 1906:
  - John Betjeman, brytyjski poeta, krytyk sztuki i literatury (zm. 1984)
  - Leslie Dwyer, brytyjski aktor (zm. 1986)
  - John Farrell, amerykański łyżwiarz szybki (zm. 1994)
  - Borys (Wik), rosyjski biskup prawosławny (zm. 1965)
- 1907 – Jerzy Fitio, polski aktor (zm. 1982)
- 1908:
  - Wacław Boratyński, polski malarz, grafik (zm. 1939)
  - Bolesław Lewicki, polski teoretyk i krytyk filmowy, pedagog (zm. 1981)
  - Robert Merle, francuski pisarz (zm. 2004)
  - Hans Minder, szwajcarski zapaśnik (zm. ?)
  - Maria Żabkiewicz, polska uczestniczka konkursów piękności (zm. 1981)
- 1909:
  - Stanisław Krzykała, polski polityk komunistyczny, prezydent Lublina (zm. 1976)
  - Leopold Socha, polski robotnik, Sprawiedliwy wśród Narodów Świata (zm. 1946)
- 1910 – Tjalling Koopmans, amerykański ekonomista, laureat Nagrody Banku Szwecji im. Alfreda Nobla w dziedzinie ekonomii pochodzenia holenderskiego (zm. 1985)
- 1911:
  - Joseph Luns, holenderski polityk, sekretarz generalny NATO (zm. 2002)
  - Artur Młodnicki, polski aktor (zm. 1972)
  - Ignacy Święcicki, polski porucznik pilot, inżynier, pamiętnikarz (zm. 2008)
- 1913:
  - Robertson Davies, kanadyjski pisarz, krytyk literacki, dziennikarz (zm. 1995)
  - John Wrathall, rodezyjski polityk, prezydent Rodezji (zm. 1978)
- 1914:
  - Josep Escolà, kataloński piłkarz, trener i sędzia piłkarski (zm. 1998)
  - Per Gedda, szwedzki żeglarz sportowy (zm. 2005)
  - Arne Hovde, norweski skoczek narciarski (zm. 1936)
  - Ludwik René, polski reżyser teatralny i telewizyjny (zm. 1999)
  - Leon Zawadowski, polski językoznawca, wykładowca akademicki (zm. 2014)
- 1915 – Józef Caban, polski żołnierz, działacz społeczny (zm. 2022)
- 1916:
  - Albert Beretta, włoski kapucyn, Sługa Boży (zm. 2001)
  - Charles Wright Mills, amerykański socjolog, wykładowca akademicki (zm. 1962)
  - Jack Vance, amerykański pisarz (zm. 2013)
- 1917 – Jack Kirby, amerykański twórca komiksów (zm. 1994)
- 1918:
  - Václav Bedřich, czeski animator, reżyser filmów animowanych (zm. 2009)
  - Lars-Eric Kjellgren, szwedzki reżyser filmowy (zm. 2003)
- 1919 – Godfrey N. Hounsfield, brytyjski elektronik, laureat Nagrody Nobla (zm. 2004)
- 1920:
  - Jayme de Almeida, brazylijski piłkarz (zm. 1973)
  - Frits Bernard, holenderski psycholog, seksuolog (zm. 2006)
  - Giorgio Consolini, włoski piosenkarz (zm. 2012)
  - Paul Germain, francuski mechanik-teoretyk (zm. 2009)
  - Leopold Wardak, polski żołnierz AK, działacz kombatancki (zm. 1996)
- 1921:
  - Fernando Fernán Gómez, hiszpański reżyser filmowy, aktor (zm. 2007)
  - Ignacy IV, syryjski duchowny prawosławny, patriarcha Antiochii i Całego Wschodu (zm. 2012)
  - Barbro Hiort af Ornäs, szwedzka aktorka (zm. 2015)
- 1922:
  - Kazimierz Łodziński, polski chirurg, wykładowca akademicki, żołnierz AK (zm. 2011)
  - Cimoch Wostrykau, białoruski pisarz, działacz niepodległościowy (zm. 2007)
- 1923:
  - Anna Medwecka-Kornaś, polska botanik, wykładowczyni akademicka
  - Bronisław Turoń, polski historyk, mediewista, archiwista (zm. 1984)
  - Andrea Veggio, włoski duchowny katolicki, biskup pomocniczy Werony (zm. 2020)
- 1924:
  - Jimmy Daywalt, amerykański kierowca wyścigowy (zm. 1966)
  - Janet Frame, nowozelandzka pisarka (zm. 2004)
  - Jerzy Kroh, polski chemik (zm. 2016)
  - Stanisław Luft, polski lekarz, reumatolog, uczestnik powstania warszawskiego (zm. 2020)
  - Geraldo Majela Reis, brazylijski duchowny katolicki, arcybiskup Diamantiny (zm. 2004)
  - Andrzej Matuszewski, polski malarz (zm. 2008)
  - Peggy Ryan, amerykańska aktorka (zm. 2004)
  - Pawło Zahrebelny, ukraiński pisarz (zm. 2009)
- 1925:
  - Antônio Marochi, brazylijski duchowny katolicki, biskup Londriny i Presidente Prudente (zm. 2018)
  - Donald O’Connor, amerykański aktor, piosenkarz (zm. 2003)
  - Arkadij Strugacki, rosyjski pisarz science fiction (zm. 1991)
  - Jan Światowiec, polski generał dywizji (zm. 2012)
  - Jurij Trifonow, rosyjski pisarz (zm. 1981)
- 1927 – Nicolae Herlea, rumuński śpiewak operowy (baryton) (zm. 2014)
- 1928:
  - Kim Ki Nam, północnokoreański polityk (zm. 2024)
  - Antonio Montero Moreno, hiszpański duchowny katolicki, biskup Badajoz, arcybiskup Mérida-Badajoz (zm. 2022)
  - Karl Michael Vogler, niemiecki aktor (zm. 2009)
- 1929:
  - Tadeusz Olszański, polski dziennikarz sportowy, publicysta, tłumacz (zm. 2023)
  - Max Simeoni, francuski dziennikarz, lekarz, polityk, eurodeputowany (zm. 2023)
- 1930:
  - Irena Cieślikówna, polska tancerka baletowa, primabalerina, pedagog (zm. 2013)
  - Windsor Davies, brytyjski aktor (zm. 2019)
  - Ben Gazzara, amerykański aktor (zm. 2012)
  - Roman Śliwonik, polski pisarz (zm. 2012)
- 1931:
  - José Agustín Ganuza García, hiszpański duchowny katolicki, biskup, prałat terytorialny Bocas del Toro
  - Sven Johansson, szwedzki hokeista, piłkarz (zm. 2011)
  - Shun’ichirō Okano, japoński piłkarz, trener (zm. 2017)
  - Stefan Olszowski, polski polityk, minister spraw zagranicznych (zm. 2023)
  - Jadwiga Rudnicka, polska polityk, poseł na Sejm i senator RP
  - Tadeusz Ryczaj, polski polityk, poseł na Sejm PRL (zm. 2010)
- 1932:
  - Maria Golimowska, polska siatkarka
  - Wiesław Piątkowski, polski ekonomista, polityk, poseł na Sejm RP
- 1933:
  - Mariusz Chwedczuk, polski scenograf teatralny, grafik (zm. 2018)
  - Daniel Bem, polski informatyk (zm. 2014)
  - Artur Gałązka, polski immunolog, epidemiolog (zm. 1999)
- 1934 – Michele Di Ruberto, włoski duchowny katolicki, arcybiskup tytularny biccarieński, sekretarz Kongregacji Spraw Kanonizacyjnych (zm. 2025)
- 1935:
  - Łoła Abdukarimowa, rosyjska aktorka (zm. 2023)
  - Harold Snoad, brytyjski reżyser i producent filmowy (zm. 2024)
- 1936:
  - Hienadź Buraukin, białoruski poeta, dziennikarz, dyplomata (zm. 2014)
  - Abdollah Chodabande, irański zapaśnik (zm. 2019)
  - Tadeusz Gosk, polski tłumacz (zm. 1993)
  - Dante Rossi, włoski piłkarz wodny (zm. 2013)
- 1937 – Tony Marchant, australijski kolarz torowy
- 1938:
  - Slobodan Čendić, serbski piłkarz, bramkarz, trener (zm. 2023)
  - Józef Kowalczyk, polski duchowny katolicki, nuncjusz apostolski w Polsce, arcybiskup metropolita gnieźnieński i prymas Polski
  - Paul Martin, kanadyjski polityk, premier Kanady
  - Zofia Sawiczewska, polska ekonomistka, profesor nauk ekonomicznych (zm. 2025)
- 1939:
  - Władimir Iwaszow, rosyjski aktor (zm. 1995)
  - Branko Kostić, czarnogórski polityk, prezydent Czarnogóry i p.o. prezydent Jugosławii (zm. 2020)
- 1940:
  - Uma Aaltonen, fińska pisarka, dziennikarka, polityk (zm. 2009)
  - Dirk Galuba, niemiecki aktor
  - Ken Jenkins, amerykański aktor
  - Gloria Leonard, amerykańska aktorka, scenarzystka i reżyserka filmów pornograficznych (zm. 2014)
  - Philippe Léotard, francuski aktor (zm. 2001)
  - Roger Pingeon, francuski kolarz szosowy (zm. 2017)
- 1941:
  - Nisse Andersson, szwedzki trener piłkarski
  - Ewa Kralkowska, polska lekarka, polityk, poseł na Sejm RP
  - Wiesław Łuka, polski reportażysta, krytyk literacki
  - John Marshall, brytyjski perkusista, członek zespołu Nucleus (zm. 2023)
  - Paul Plishka, amerykański śpiewak operowy (bas) (zm. 2025)
- 1942:
  - Jan Raczkowski, polski kompozytor (zm. 2002)
  - José Eduardo dos Santos, angolski polityk, prezydent Angoli (zm. 2022)
  - Jorge Liberato Urosa Savino, wenezuelski duchowny katolicki, arcybiskup Caracas, kardynał (zm. 2021)
- 1943:
  - Surayud Chulanont, tajski generał, polityk, premier Tajlandii
  - Lou Piniella, amerykański baseballista
  - David Soul, amerykański aktor, piosenkarz (zm. 2024)
  - Ti-men Kan, tajwański aktor (zm. 2018)
- 1944:
  - Jaromír Haisl, czeski lekkoatleta, sprinter
  - Norbert Hans, polski plastyk, malarz, rzeźbiarz (zm. 2024)
  - Marianne Heemskerk, holenderska pływaczka
  - Kay Parker, brytyjska aktorka pornograficzna (zm. 2022)
- 1945:
  - Jacek Bigoszewski, polski malarz, scenograf (zm. 1997)
  - Robert Greenwald, amerykański reżyser filmowy
  - Milan Kňažko, słowacki aktor, polityk
  - Benny Lévy, francuski pisarz, filozof (zm. 2003)
  - Augustine Mahiga, tanzański dyplomata, polityk, minister sprawiedliwości i spraw konstytucyjnych (zm. 2020)
- 1946:
  - Anders Gärderud, szwedzki lekkoatleta, długodystansowiec
  - Michał Komar, polski scenarzysta i krytyk filmowy, autor sztuk teatralnych, wydawca, publicysta
- 1947:
  - James Aubrey, brytyjski aktor (zm. 2010)
  - Antoni Barciak, polski historyk, profesor nauk humanistycznych
  - Don A.L. Flassy, indonezyjski lingwista, socjolog, pisarz
  - Emlyn Hughes, angielski piłkarz (zm. 2004)
  - Piotr Lewandowski, polski samorządowiec, polityk, poseł na Sejm RP
  - Boris Zajczuk, kazachski lekkoatleta, młociarz, trener
- 1948:
  - Georg Gilgenreiner, niemiecki żużlowiec
  - Enrique Guerrero Salom, hiszpański polityk
  - Bernard Lepetit, francuski historyk (zm. 1996)
  - Vonda N. McIntyre, amerykańska pisarka (zm. 2019)
  - Andrzej Pawluczuk, polski pisarz, krytyk literacki (zm. 2005)
  - Ilia Xhokaxhi, albański malarz, scenograf, kostiumograf (zm. 2007)
- 1949:
  - Roger Blandford, brytyjski astrofizyk teoretyczny
  - Hugh Cornwell, brytyjski gitarzysta, wokalista, kompozytor, członek zespołu The Stranglers
  - Feliks Klimczak, polski rolnik, polityk, poseł na Sejm RP
  - Svetislav Pešić, serbski koszykarz, trener
  - Łarisa Pietrik, rosyjska gimnastyczka
  - Marek Safjan, polski prawnik, sędzia
  - Conny Torstensson, szwedzki piłkarz, trener
- 1950:
  - Sejylda Bajszakow, kazachski piłkarz (zm. 2023)
  - Ewa Borowik, polska aktorka
  - Dariusz Grabowski, polski ekonomista, polityk, poseł na Sejm RP, eurodeputowany
  - Ron Guidry, amerykański baseballista
- 1951:
  - Rafał Augustyn, polski kompozytor, krytyk muzyczny
  - Dennis Davis, amerykański perkusista, muzyk sesyjny (zm. 2016)
  - Andrzej Rychard, polski socjolog
  - Janina Sokołowska, polska aktorka
- 1952:
  - Augustin Bizimungu, rwandyjski generał-major
  - Julia Brownley, amerykańska polityk, kongreswoman
  - Rita Dove, amerykańska pisarka, poetka
  - Walerij Gordiejew, rosyjski żużlowiec
  - Géza Morcsányi, węgierski aktor, dramaturg (zm. 2023)
- 1953:
  - Teresa Almeida Garrett, portugalska poltyk, eurodeputowana
  - Jordan Angełow, bułgarski siatkarz (zm. 2013)
  - Lubomír Franc, czeski samorządowiec, polityk
  - Tõnu Kaljuste, estoński dyrygent chóralny
  - Kari Ylianttila, fiński skoczek narciarski, trener
- 1954:
  - Jozef Barmoš, słowacki piłkarz, trener
  - Andrzej Kowalczyk, polski koszykarz, trener (zm. 2015)
- 1955:
  - Przemysław Barański, polski artysta fotograf
  - Wiesław Wojno, polski trener piłkarski
- 1956:
  - Beverley Callender, brytyjska lekkoatletka, sprinterka
  - Luis Guzmán, amerykański aktor pochodzenia portorykańskiego
  - John Long, amerykański koszykarz
  - Zbyszek Otwinowski, polski fizyk, krystalograf
  - Raimundo Pereira, polityk z Gwinei Bissau, p.o. prezydenta
  - Bolesław Żaba, polski samorządowiec, wójt Mszany Dolnej
- 1957:
  - Wiktor Christienko, rosyjski polityk, p.o. premiera Rosji
  - Ivo Josipović, chorwacki muzyk, polityk, prezydent Chorwacji
  - Stepan Jurczyszyn, ukraiński piłkarz, trener (zm. 2025)
  - Bogusław Karakula, polski samorządowiec, burmistrz Sokołowa Podlaskiego
  - Christoph Werner Konrad, niemiecki polityk
  - Rick Rossovich, amerykański aktor pochodzenia chorwacko-włoskiego
  - Daniel Stern, amerykański aktor pochodzenia żydowskiego
- 1958:
  - Zdeňka Hladká, czeska językoznawczyni
  - Whip Hubley, amerykański aktor
  - Peter Malota, albański aktor, kaskader, instruktor wschodnich sztuk walki
  - Jacek Osuch, polski przedsiębiorca, polityk, poseł na Sejm RP
  - Alonso Zapata, kolumbijski szachista, trener
- 1959:
  - Václav Burian, czeski prozaik, poeta, publicysta, tłumacz (zm. 2014)
  - Jim Fitzpatrick, amerykański aktor, reżyser, scenarzysta i producent filmowy
  - John Allen Nelson, amerykański aktor, scenarzysta i producent filmowy i telewizyjny
  - Brian Thompson, amerykański aktor
- 1960:
  - Krzysztof Budnik, polski polityk, prawnik, poseł na Sejm RP
  - Marian Donat, polski judoka (zm. 2018)
  - Edhi Handoko, indonezyjski szachista (zm. 2009)
  - Julio César Romero, paragwajski piłkarz
  - Emma Samms, brytyjska aktorka pochodzenia żydowskiego
- 1961:
  - Kim Appleby, brytyjska piosenkarka, autorka tekstów, aktorka
  - Jennifer Coolidge, amerykańska aktorka
  - Deepak Tijori, indyjski aktor, reżyser, scenarzysta i producent filmowy
  - Jarosław Zygmunt, polski kontradmirał
- 1962:
  - Rastislav Chudík, słowacki siatkarz, trener
  - David Fincher, amerykański reżyser i producent filmowy
  - Roman Zwiercan, polski publicysta, działacz opozycji antykomunistycznej i społeczny (zm. 2024)
- 1963:
  - Lucjan Avgustini, albański duchowny katolicki, biskup Sapy (zm. 2016)
  - Regina Jacobs, amerykańska lekkoatletka, biegaczka średniodystansowa
  - Waldemar Legień, polski judoka, mistrz olimpijski
  - Peter Mygind, duński aktor
  - Wałerij Szyriajew, ukraiński hokeista, trener
- 1964:
  - Dennis Bock, kanadyjski pisarz
  - Mike Brewer, brytyjski prezenter telewizyjny
  - Kaj Leo Johannesen, farerski polityk, premier Wysp Owczych
  - Kim Ok, północnokoreańska pianistka, pierwsza dama
  - Dorota Piasecka, polska aktorka
- 1965:
  - Marcello Antony, brazylijski aktor
  - Andrzej Buła, polski polityk, marszałek województwa opolskiego
  - Maciej Odoliński, polski reżyser filmowy
  - Amanda Tapping, kanadyjska aktorka
  - Shania Twain, kanadyjska piosenkarka
  - Beata Woźna, polska siatkarka
- 1966:
  - René Higuita, kolumbijski piłkarz, bramkarz
  - Marc Laforêt, francuski pianista
  - Julen Lopetegui, hiszpański piłkarz, bramkarz, trener narodowości baskijskiej
  - Grzegorz Mostowicz-Gerszt, polski aktor
- 1967:
  - Greg Clark, brytyjski polityk
  - Kōji Matsushita, japoński tenisista stołowy
  - Marcin Ziębiński, polski reżyser filmowy
- 1968:
  - Gianluca Bortolami, włoski kolarz szosowy i torowy
  - Billy Boyd, szkocki aktor, muzyk
  - Berdymyrat Nurmyradow, turkmeński piłkarz, trener
  - Alessandro Puccini, włoski florecista
  - Ján Svorada, czeski kolarz szosowy pochodzenia słowackiego
- 1969:
  - Christoph Ahlhaus, niemiecki prawnik, samorządowiec, polityk
  - Veroljub Arsić, serbski przedsiębiorca, polityk
  - Jack Black, amerykański aktor, muzyk, członek zespołu Tenacious D
  - Dariusz Brodka, polski historyk, filolog klasyczny, bizantynolog (zm. 2024)
  - Moses Chikwalakwala, zambijski piłkarz (zm. 1993)
  - Robert Englaro, słoweński piłkarz
  - Raffaele Fitto, włoski polityk
  - Jason Priestley, kanadyjski aktor, reżyser i producent filmowy
  - Sheryl Sandberg, amerykańska bizneswoman
  - Pierre Turgeon, kanadyjski hokeista
- 1970:
  - Angela Deacon, australijska judoczka
  - Jacek Kuderski, polski muzyk, wokalista, kompozytor, członek zespołu Myslovitz
  - Mike Lapper, amerykański piłkarz
  - Beatrycze Łukaszewska, polska aktorka
  - Mian Mian, chińska pisarka
  - Elmar Messner, włoski snowboardzista
  - Daniel Šmejkal, czeski piłkarz
- 1971:
  - Michał Bukowski, polski aktor
  - Todd Eldredge, amerykański łyżwiarz figurowy
  - Janet Evans, amerykańska pływaczka
  - Daniel Goddard, australijski aktor, scenarzysta, model
  - Atsushi Inaba, japoński producent gier komputerowych
  - Marcin Sauter, polski reżyser filmów dokumentalny
  - Joann Sfar, francuski autor komiksów, reżyser filmowy
  - Gilberto Simoni, włoski kolarz szosowy
- 1972:
  - Franck Boidin, francuski florecista
  - Aleksiej Diumin, rosyjski generał porucznik, polityk
  - Derek Roddy, amerykański muzyk, kompozytor
  - Omayra Sánchez, kolumbijska ofiara wybuchu wulkanu (zm. 1985)
  - Dzmitryj Zawadski, białoruski dziennikarz (zag. 2000)
- 1973:
  - Matthew John Armstrong, amerykański aktor
  - Christin Kristoffersen, norweska polityczka
  - Paavo Puurunen, fiński biathlonista
  - J. August Richards, amerykański aktor
  - Goran Savanović, bośniacki koszykarz
  - Armen Szahgeldian, ormiański piłkarz, trener
- 1974:
  - Johan Andersson, szwedzki programista, producent gier komputerowych
  - Adrián Biniez, argentyński reżyser i scenarzysta filmowy
  - Oliver Glasner, austriacki piłkarz, trener
  - Carsten Jancker, niemiecki piłkarz
  - Silvanus Njambari, namibijski piłkarz (zm. 2003)
  - Marek Oliwa, polski szachista
  - Robert Woźniak, polski duchowny katolicki, profesor nauk teologicznych
  - Christina Zachariadu, grecka tenisistka
- 1975:
  - Katarzyna Galica, polska aktorka
  - Jade Raymond, kanadyjska producentka gier komputerowych
  - Raul Ruutu, fiński basista, członek zespołu Sunrise Avenue
  - Marek Szulen, polski kompozytor muzyki elektronicznej
- 1976:
  - Flor Theeuwe, belgijski muzyk, producent muzyczny, członek duetu DHT
  - Wang Xianbo, chińska judoczka
  - Tyree Washington, amerykański lekkoatleta, sprinter
- 1977:
  - Daniel Andersson, szwedzki piłkarz
  - Juanín García, hiszpański piłkarz ręczny
  - Todor Gečevski, macedoński koszykarz
  - Lantame Ouadja, togijski piłkarz
- 1978:
  - Ralf Bartels, niemiecki lekkoatleta, kulomiot
  - Andrea Dutoit, amerykańska lekkoatletka, tyczkarka
  - Pablo Echenique-Robba, hiszpański fizyk, polityk pochodzenia argentyńskiego
  - Mirko Englich, niemiecki zapaśnik
  - Mariusz Haładyj, polski prawnik, polityk, wiceminister
  - Jess Margera, amerykański perkusista
  - Steve Mesler, amerykański bobsleista
  - Grzegorz Sudoł, polski lekkoatleta, chodziarz
  - Izumi Yamada, japońska skoczkini narciarska
- 1979:
  - Dagmara Gerasimuk, polska biathlonistka i działaczka sportowa
  - Katarína Kucbelová, słowacka poetka, pisarka
  - Magdalena Mroczkiewicz, polska florecistka
  - Markus Pröll, niemiecki piłkarz, bramkarz
  - Ruth Riley, amerykańska koszykarka
  - Ismed Sofyan, indonezyjski piłkarz
  - Kenny Stamatopoulos, kanadyjski piłkarz, bramkarz pochodzenia greckiego
  - Kristína Turjanová, słowacka aktorka
  - Shane Van Dyke, amerykański aktor
  - Guilherme Winter, brazylijski aktor
- 1980:
  - Fousseni Diawara, malijski piłkarz
  - Jonas Frögren, szwedzki hokeista
  - Carly Pope, kanadyjska aktorka
- 1981:
  - Andreas Baumgartner, austriacki skoczek narciarski
  - Clarisa Fernández, argentyńska tenisistka
  - Daniel Gygax, szwajcarski piłkarz
  - Alessia Lanzini, włoska siatkarka
  - Ulises Solís, meksykański bokser
  - Vũ Như Thành, wietnamski piłkarz
  - Agata Wróbel, polska sztangistka
- 1982:
  - Pichitphong Choeichiu, tajski piłkarz
  - Anna Kaczyńska, polska zawodniczka karate
  - Patryk Kumór, polski muzyk, wokalista, autor tekstów, producent muzyczny
  - Manú, portugalski piłkarz
  - Kevin McNaughton, szkocki piłkarz
  - Thiago Motta, włoski piłkarz pochodzenia brazylijskiego
  - Rodrigue Moundounga, gaboński piłkarz
  - Karapet Parizjan, ormiański zawodnik sportów walki
  - Anne Pressly, amerykańska dziennikarka (zm. 2008)
  - LeAnn Rimes, amerykańska piosenkarka, autorka tekstów, aktorka, pisarka
- 1983:
  - Julieta Bukuwala, grecka judoczka
  - Melania Gabbiadini, włoska piłkarka
  - Alfonso Herrera, meksykański aktor, piosenkarz
  - Lilli Schwarzkopf, niemiecka lekkoatletka, wieloboistka
- 1984:
  - Paula Fernandes, brazylijska wokalistka country
  - Will Harris, amerykański baseballista
  - Sue Kupper, kanadyjska lekkoatletka, tyczkarka
  - Anastasija Kuźmina, rosyjsko-słowacka biathlonistka
  - Sarah Roemer, amerykańska aktorka, modelka
  - Kacper Ruciński, polski satyryk, stand-uper
  - So Yi-hyun, południowokoreańska aktorka
  - Piotr Szymanek, polski scenarzysta filmowy
  - Darian Townsend, południowoafrykański pływak
- 1985:
  - Treat Huey, filipiński tenisista
  - Kjetil Jansrud, norweski narciarz alpejski
  - Sabina Stenka-Szymańska, polska niepełnosprawna lekkoatletka, biegaczka
  - Manuel Weber, austriacki piłkarz
- 1986:
  - Stuart Bithell, brytyjski żeglarz sportowy
  - Jeff Green, amerykański koszykarz
  - Armie Hammer, amerykański aktor pochodzenia żydowskiego
  - Edward Kennett, brytyjski żużlowiec
  - Machmud Magomiedow, rosyjsko-azerski zapaśnik
  - Gilad Szalit, izraelski żołnierz
  - Dragan Travica, włoski siatkarz pochodzenia serbskiego
  - Florence Welch, brytyjska wokalistka, kompozytorka, autorka tekstów, członkini zespołu Florence and the Machine
  - Shavonte Zellous, amerykańsko-chorwacka koszykarka
- 1987:
  - Seray Altay, turecka siatkarka
  - Rouwen Hennings, niemiecki piłkarz
  - Danielle Hepburn, amerykańska siatkarka
  - Lee So-jin, południowokoreańska siatkarka
  - Daigo Nishi, japoński piłkarz
- 1988:
  - Alexandra Camenscic, mołdawska biathlonistka
  - Rosannagh MacLennan, kanadyjska gimnastyczka
  - Klaudia Ungerman, polska modelka, zdobywczyni tytułu Miss Polski
- 1989:
  - César Azpilicueta, hiszpański piłkarz
  - Valtteri Bottas, fiński kierowca wyścigowy
  - Farhad Gha’emi, irański siatkarz
  - Jo Kwon, południowokoreański piosenkarz, aktor, tancerz
  - Li Yuehong, chiński strzelec sportowy
  - Jamie Murphy, szkocki piłkarz
  - Aleksandr Rachmanow, rosyjski szachista
- 1990:
  - Ałła Bojko, ukraińska kolarka górska
  - Isaác Brizuela, meksykański piłkarz
  - Daria Grzegorzewska, polska lekkoatletka, płotkarka
  - Agnieszka Kobus-Zawojska, polska wioślarka
  - Bojan Krkić, hiszpański piłkarz pochodzenia serbskiego
  - Ivan Vilibor Sinčić, chorwacki polityk
- 1991:
  - Jimmy Gavin, amerykański koszykarz
  - Samuel Larsen, amerykański aktor, model, piosenkarz pochodzenia duńsko-meksykańskiego
  - Kyle Massey, amerykański aktor
  - Andreja Pejić, australijska modelka
  - Jelena Tairowa, rosyjska szachistka (zm. 2010)
  - Marko Vešović, czarnogórski piłkarz
- 1992:
  - Dzmitryj Alisiejka, białoruski piłkarz
  - Joanna Banach, polska lekkoatletka, płotkarka
  - Bismack Biyombo, kongijski koszykarz
  - Ismaël Diomandé, iworyjski piłkarz
  - Cédric Djeugoué, kameruński piłkarz
  - Gabriela Drăgoi, rumuńska gimnastyczka
  - Hanna Huśkowa, białoruska narciarka dowolna
  - Gina Reuland, luksemburska lekkoatletka, tyczkarka
- 1993:
  - Li Yunqi, chiński pływak
  - Thibault Rossard, francuski siatkarz
- 1994:
  - Manon Arcangioli, francuska tenisistka
  - Kahleah Copper, amerykańska koszykarka
  - Uns Dżabir, tunezyjska tenisistka
  - Felix Jaehn, niemiecki didżej, producent muzyczny
  - Junior Malanda, belgijski piłkarz pochodzenia kongijskiego (zm. 2015)
  - Maverick Morgan, amerykański koszykarz
  - Chris Stumpf, luksemburski piłkarz
- 1995:
  - Marcel Barrington, gujański piłkarz
  - Anna Stencel, polska siatkarka
  - Andreas Wellinger, niemiecki skoczek narciarski
  - Patryk Wronka, polski hokeista
- 1996:
  - Jakub Čunta, słowacki piłkarz
  - David Siegel, niemiecki skoczek narciarski
  - Mateusz Wdowiak, polski piłkarz
- 1997:
  - Andrew Bazzi, amerykański piosenkarz
  - Mohamed Ali Camara, gwinejski piłkarz
  - Chen Ting, chińska lekkoatletka, trójskoczkini
  - Indiiana, holendersko-dominikańska piosenkarka
  - Reilly Opelka, amerykański tenisista
  - Aleksandra Orłowa, rosyjska narciarka dowolna
  - Marcel Ponitka, polski koszykarz
  - Klaudia Regin, polska lekkoatletka, oszczepniczka
  - Gerson Torres, kostarykański piłkarz
- 1998:
  - Iryna Koladenko, ukraińska zapaśniczka
  - Weston McKennie, amerykański piłkarz
  - Sylwia Przybysz, polska piosenkarka
  - Sharone Vernon-Evans, kanadyjski siatkarz
  - Aaliyah Wilson, amerykańska koszykarka
- 1999:
  - Aleksandr Gallamow, rosyjski łyżwiarz figurowy
  - Luna, polska piosenkarka, autorka piosenek
  - Mikołaj, duński książę
  - Natalia Wosztyl, polska lekkoatletka, płotkarka
- 2000:
  - Anwar Ali, indyjski piłkarz
  - Marissa Bode, amerykańska aktorka
  - Firas Khalifa, tunezyjski zapaśnik
- 2001 – Kamilla Rachimowa, rosyjska tenisistka
- 2002:
  - Facundo Farías, argentyński piłkarz
  - Alejandro Henríquez, salwadorski piłkarz
- 2003 – Quvenzhané Wallis, amerykańska aktorka

## Zmarli
- 388 – Magnus Maksymus, cesarz rzymski (ur. ?)
- 430 – Augustyn z Hippony, biskup, doktor Kościoła, święty (ur. 354)
- 459 – Szymon Słupnik, bizantyński eremita, święty (ur. ok. 390)
- 876 – Ludwik II Niemiecki, król wschodniofrankijski (ur. 804)
- 994 – Jadwiga, księżna Szwabii (ur. ok. 939)
- 995 – Henryk II Kłótnik, książę Bawarii (ur. 951)
- 1231 – Eleonora, infantka portugalska, królowa Danii (ur. ok. 1211)
- 1361 – Rudolf V, margrabia Badenii (ur. ?)
- 1481 – Alfons V Afrykańczyk, król Portugalii (ur. 1432)
- 1522 – (lub 27 sierpnia) Giovanni Antonio Amadeo, włoski architekt, rzeźbiarz (ur. 1447)
- 1540 – Fryderyk II Gonzaga, książę Mantui, markiz Montferratu (ur. 1500)
- 1541 – Gianvincenzo Carafa, włoski duchowny katolicki, arcybiskup Neapolu, kardynał (ur. 1477)
- 1559 – Ambrosius Jung (junior), niemiecki patrycjusz, uczony, humanista, lekarz (ur. 1510)
- 1580 – Antonín Brus z Mohelnice, czeski duchowny katolicki, biskup wiedeński, arcybiskup metropolita praski (ur. 1518)
- 1590 – Guillaume du Bartas, francuski poeta (ur. 1544)
- 1593 – Ludwik III, książę Wirtembergii (ur. 1554)
- 1626 – Izabela, księżniczka sabaudzka, księżna Modeny i Reggio (ur. 1591)
- 1628 – Edmund Arrowsmith, angielski jezuita, męczennik, święty (ur. 1585)
- 1630 – Philip Faber, włoski franciszkanin, teolog, filozof (ur. 1564)
- 1635 – Wawrzyniec Bartilius, polski jezuita, filozof, teolog (ur. 1569)
- 1640 – Mikołaj Korsak, polski duchowny unicki, bazylianin, biskup halicki, piński i kijowski (ur. ok. 1595)
- 1645:
  - Hugo Grocjusz, holenderski prawnik, filozof, dyplomata (ur. 1583)
  - Eudoksja Strieszniewa, caryca Rosji (ur. 1608)
- 1652 – Maciej Łubieński, polski duchowny katolicki, arcybiskup gnieźnieński i prymas Polski (ur. 1572)
- 1654 – Axel Oxenstierna, szwedzki polityk (ur. 1583)
- 1656 – (lub 10 września) Jan Vekart z Vřesovic, czeski hrabia, generał major w służbie szwedzkiej (ur. po 1623)
- 1677 – Wallerant Vaillant, holenderski malarz, rysownik, grafik pochodzenia francuskiego (ur. 1623)
- 1680 – Karol Ludwik Wittelsbach, elektor Palatynatu Reńskiego (ur. 1617)
- 1689 – Heneage Finch, angielski arystokrata, polityk, dyplomata (ur. 1628)
- 1705 – Jerzy Wilhelm, książę Brunszwiku-Lüneburga, władca Calenberga, książę Saksonii-Lauenburga (ur. 1624)
- 1714 – Christian Friedrich Bartholdi, pruski dyplomata (ur. 1668)
- 1755 – David Hartley, brytyjski filozof, psycholog (ur. 1705)
- 1756 – Silvio Valenti Gonzaga, włoski kardynał (ur. 1690)
- 1767 – Giacomo Ceruti, włoski malarz (ur. 1698)
- 1779 – Jan Michał Dąbrowski, polski pułkownik (ur. 1718)
- 1784 – Juniper Serra, hiszpański franciszkanin, misjonarz, święty (ur. 1713)
- 1793 – Adam Philippe de Custine, francuski generał (ur. 1740)
- 1794:
  - Sebastian Dunikowski, polski wojskowy, uczestnik insurekcji kościuszkowskiej (ur. 1759)
  - Antoni Kołłątaj, polski wojskowy, uczestnik insurekcji kościuszkowskiej (ur. 1776)
- 1798 – Aleksandra Ogińska, polska księżna (ur. 1730)
- 1805 – Christopher Gadsden, amerykański generał, polityk (ur. 1724)
- 1806 – Filip Nereusz Lichocki, polski polityk, prezydent Krakowa (ur. 1749)
- 1810 – Filippo Carandini, włoski kardynał (ur. 1729)
- 1817 – Stanisław Bohuszewicz, polski pułkownik, polityk (ur. 1751)
- 1818 – Jean Baptiste Point du Sable, amerykański traper, założyciel Chicago pochodzenia haitańskiego (ur. 1745)
- 1819 – Charles Lennox, brytyjski arystokrata, wojskowy, polityk kolonialny (ur. 1764)
- 1820 – Antonín Kraft, czeski kompozytor, wiolonczelista (ur. 1749)
- 1828 – Piotr Maleszewski, polski ekonomista, publicysta, historyk, polityk, wolnomularz (ur. 1767)
- 1839 – William Smith, brytyjski geolog (ur. 1769)
- 1842:
  - Peter Fendi, austriacki malarz, grafik (ur. 1796)
  - Józef Rautenstrauch, polski i rosyjski generał (ur. 1773)
- 1849 – Angelo Domenico Ancarani, włoski dominikanin, inkwizytor (ur. ?)
- 1852 – Feliks Jan Bentkowski, polski historyk literatury, bibliograf, językoznawca, archiwista (ur. 1781)
- 1854 – Joachima De Vedruna, hiszpańska zakonnica, święta (ur. 1783)
- 1859 – Maulaj Abd ar-Rahman, sułtan Maroka (ur. 1778)
- 1862 – Albrecht Adam, niemiecki malarz (ur. 1786)
- 1863 – Eilhard Mitscherlich, niemiecki chemik, wykładowca akademicki (ur. 1794)
- 1877 – Maria Zelia Martin, francuska koronkarka, święta (ur. 1831)
- 1888 – Georg Beseler, niemiecki prawnik, polityk (ur. 1809)
- 1890 – Alfons Koziełł-Poklewski, polski przemysłowiec, działacz społeczny, rzeczywisty radca stanu (ur. 1809)
- 1894:
  - William Keppel, brytyjski arystokrata, wojskowy, polityk (ur. 1832)
  - Francesco Netti, włoski malarz, pisarz (ur. 1832)
- 1897 – John Braxton Hicks, brytyjski ginekolog-położnik (ur. 1823)
- 1900:
  - Gustav Meyer, niemiecki filolog klasyczny, bałkanista, wykładowca akademicki (ur. 1850)
  - Henry Sidgwick, brytyjski filozof, ekonomista, wykładowca akademicki (ur. 1838)
- 1903 – Frederick Law Olmsted, amerykański architekt krajobrazu (ur. 1822)
- 1908 – Antoni Urbanowski, polski przedsiębiorca (ur. 1853)
- 1910 – Paolo Mantegazza, włoski neurolog, fizjolog, antropolog, wykładowca akademicki, pisarz, polityk (ur. 1831)
- 1911:
  - Zygmunt Zenon Idzikowski, polski poeta (ur. 1884)
  - Heinrich Marx, niemiecki duchowny katolicki, biskup pomocniczy wrocławski (ur. 1835)
- 1914:
  - Anatolij Ladow, rosyjski kompozytor (ur. 1855)
  - Leberecht Maass, niemiecki kontradmirał (ur. 1863)
  - Edwin Pynchon, amerykański otorynolaryngolog (ur. 1853)
  - Edmund Ścibor-Rylski, polski urzędnik, kapitan piechoty armii austro-węgierskiej (ur. 1867)
  - Stanisław Gabriel Żeleński, polski architekt (ur. 1873)
- 1916:
  - Henri Harpignies, francuski malarz, grafik (ur. 1819)
  - Gabrielius Landsbergis-Žemkalnis, litewski dramaturg, reżyser teatralny, działacz odrodzenia narodowego (ur. 1852)
- 1917 – Thomas Francis Kennedy, amerykański duchowny katolicki, arcybiskup, rektor Papieskiego Kolegium Północnoamerykańskiego (ur. 1858)
- 1919 – Adolf Schmal, austriacki kolarz szosowy, szermierz (ur. 1872)
- 1920 – Bronisław Mikołajczyk, polski podchorąży piechoty (ur. 1896)
- 1921 – Iwan Andruch, ukraiński wojskowy, polityk (ur. 1892)
- 1925 – Theodor Seistrup, duński kat (ur. 1848)
- 1928 – Conrad Karl Röderer, szwajcarski strzelec sportowy (ur. 1868)
- 1930 – Stanisław Bergman, polski malarz (ur. 1862)
- 1931 – Hugh Mahon, australijski polityk pochodzenia irlandzkiego (ur. 1857)
- 1934:
  - Edgeworth David, walijsko-australijski geolog, podróżnik (ur. 1858)
  - Leopold Pilichowski, polski malarz pochodzenia żydowskiego (ur. 1869)
- 1936:
  - Jan Chrzciciel Faubel Cano, hiszpański działacz Akcji Katolickiej, męczennik, błogosławiony (ur. 1889)
  - Aureliusz z Vinalesy, hiszpański kapucyn, męczennik, błogosławiony (ur. 1896)
  - Artur Ros Montalt, hiszpański działacz Akcji Katolickiej, męczennik, błogosławiony (ur. 1901)
- 1937 – Tapa Czermojew, czeczeński polityk, premier Republiki Górskiej Północnego Kaukazu (ur. 1882)
- 1938 – Gawriił Ksienofontow, jakucki historyk, etnograf, folklorysta (ur. 1888)
- 1939:
  - Wincenty Byrski, polski poeta, tłumacz, polityk, kolejarz (ur. 1870)
  - Tomasz Wlazowski, polski duchowny katolicki, polityk (ur. 1858)
- 1940 – Leon Poeplau, polski duchowny katolicki, członek ruchu oporu (ur. 1910)
- 1941:
  - Karol Bik-Dzieszowski, polski duchowny katolicki, kapelan wojskowy, publicysta (ur. 1887)
  - Bogdan Grzeszczak, polski porucznik pilot (ur. 1908)
  - Franciszek Kantor, polski sierżant, członek ZWZ (ur. 1898)
  - Johannes Lauristin, estoński polityk komunistyczny (ur. 1899)
  - Ludwik Młynek, polski etnograf, folklorysta, prozaik, poeta, nauczyciel (ur. 1864)
  - Adolf Pauk, estoński polityk komunistyczny (ur. 1902)
- 1942:
  - Józef Ferdynand, austriacki arcyksiążę, generał (ur. 1872)
  - Belisario Porras Barahona, panamski prawnik, wojskowy, dziennikarz, dyplomata, polityk, prezydent Panamy (ur. 1856)
- 1943:
  - Borys III, car Bułgarii (ur. 1894)
  - Luigi Perenni, włoski biathlonista, żołnierz (ur. 1913)
  - Joanna Szwajko, polska ekonomistka, święta męczennica prawosławna (ur. 1899)
  - George Underwood, amerykański lekkoatleta, średnio- i długodystansowiec (ur. 1884)
- 1944:
  - Teresa Bracco, włoska męczennica, błogosławiona (ur. 1924)
  - Władysław Kuboszek, polski porucznik piechoty, żołnierz AK (ur. 1912)
  - Alfons Mazurek, polski duchowny katolicki, błogosławiony (ur. 1891)
- 1944 – Polegli w powstaniu warszawskim:
  - Feliks Borecki, polski podporucznik, żołnierz AK (ur. 1903)
  - Stanisław Deczkowski, polski sierżant, żołnierz AK (ur. 1925)
  - Zbigniew Drabik, polski kompozytor, autor tekstów piosenek (ur. 1907)
  - Ewa Faryaszewska, polska malarka, fotografka, kapral AK (ur. 1920)
  - Franciszek Jurecki, polski porucznik, żołnierz AK (ur. 1907)
  - Czesław Lech, polski porucznik AK (ur. 1904)
  - Jan Lenart, polski podharcmistrz, podporucznik, żołnierz AK (ur. 1921)
  - Włodzimierz Michalak, polski podporucznik, żołnierz AK (ur. 1923)
  - Hanna Petrynowska, polska lekarka pediatra, żołnierz AK (ur. 1901)
  - Józef Ptaszyński, polski harcmistrz, podporucznik, żołnierz AK (ur. 1915)
  - Jerzy Zakrzewski, polski podporucznik AK (ur. 1921)
- 1945 – George Ross, brytyjski gimnastyk (ur. 1877)
- 1946:
  - Otomar Kubala, słowacki działacz nazistowski, publicysta (ur. 1906)
  - Danuta Siedzikówna, polska sanitariuszka i łączniczka AK (ur. 1928)
  - Feliks Selmanowicz, polski podporucznik, żołnierz AK (ur. 1904)
- 1947:
  - Artur Machlejd, polski przedsiębiorca pochodzenia szkockiego (ur. 1868)
  - Manolete, hiszpański matador (ur. 1917)
  - Stanisław Śniatała, polski duchowny katolicki (ur. 1878)
- 1951:
  - Jan Kępa, polski starszy sierżant (ur. 1928)
  - Stefan Sumara, polski piłkarz (ur. 1914)
  - Robert Walker, amerykański aktor (ur. 1918)
- 1952:
  - Laurencja Harasimiw, ukraińska józefitka, błogosławiona (ur. 1911)
  - Lamar Trotti, amerykański scenarzysta i producent filmowy (ur. 1900)
- 1953:
  - Nikołaj Gołowanow, rosyjski kompozytor, dyrygent, pianista, pedagog (ur. 1891)
  - Alfred Jäck, szwajcarski piłkarz (ur. 1911)
- 1955:
  - Ernst Eitner, niemiecki malarz (ur. 1867)
  - Bob Gordon, amerykański saksofonista jazzowy (ur. 1928)
  - Emmett Till, amerykańska ofiara linczu (ur. 1941)
- 1958:
  - Daniel Norling, szwedzki gimnastyk, jeździec sportowy (ur. 1888)
  - Nikołaj Woinow, rosyjski twórca filmów animowanych (ur. 1900)
  - Lena Żelichowska, polska aktorka (ur. 1910)
- 1959:
  - Rafał Lemkin, polsko-amerykański prawnik karnista pochodzenia żydowskiego (ur. 1900)
  - Bohuslav Martinů, czeski kompozytor (ur. 1890)
- 1960 – John Francis O’Hara, amerykański duchowny katolicki, arcybiskup Filadelfii, kardynał (ur. 1888(
- 1962 – Edmond Privat, szwajcarski dziennikarz, historyk, wykładowca akademicki pochodzenia francuskiego (ur. 1889)
- 1964:
  - Anders Lundgren, norweski żeglarz sportowy (ur. 1898)
  - Franciszek Matuszczak, polski pułkownik piechoty (ur. 1895)
- 1965 – Raszid Ali al-Kilani, iracki polityk, premier Iraku (ur. 1892)
- 1966 – Adam Kuryłowicz, polski polityk, minister pracy i polityki socjalnej (ur. 1890)
- 1967 – Jean-Marie Aubin, francuski duchowny katolicki, marista, misjonarz, wikariusz apostolski Południowych Wysp Salomona (ur. 1882)
- 1968:
  - John Gordon Mein, amerykański dyplomata (ur. 1913)
  - Stanisław Wiloch, polski generał brygady (ur. 1890)
- 1969:
  - Henk Janssen, holenderski przeciągacz liny (ur. 1890)
  - Karol Małłek, polski działacz mazurski, pisarz, folklorysta, publicysta, nauczyciel (ur. 1898)
- 1971:
  - Wiktor Nowikow, rosyjski piłkarz, trener (ur. 1912)
  - Dezső Szentgyörgyi, węgierski pilot wojskowy i cywilny, as myśliwski (ur. 1915)
- 1972:
  - Don Carlos Mote, amerykański entomolog, parazytolog, wykładowca akademicki (ur. 1887)
  - René Leibowitz, francuski kompozytor, dyrygent, teoretyk muzyki, pedagog pochodzenia polsko-żydowskiego (ur. 1913)
  - Wilhelm Windsor, brytyjski dyplomata, członek rodziny królewskiej (ur. 1941)
- 1973 – Eugeniusz Jarra, polski historyk filozofii prawa i myśli politycznej, prawnik, wykładowca akademicki, działacz emigracyjny (ur. 1881)
- 1974 – Aleksander Jędrzejewski, polski scenograf, malarz, pedagog (ur. 1903)
- 1975 – Fritz Wotruba, austriacki rzeźbiarz (ur. 1907)
- 1977 – Mike Parkes, brytyjski kierowca wyścigowy (ur. 1931)
- 1978:
  - Kofi Abrefa Busia, ghański historyk, polityk, premier Ghany (ur. 1913)
  - Robert Shaw, brytyjski aktor, pisarz (ur. 1927)
- 1979 – Konstantin Simonow, rosyjski prozaik, poeta, dramaturg (ur. 1915)
- 1981:
  - Paul Anspach, belgijski szermierz pochodzenia żydowskiego (ur. 1882)
  - Béla Guttmann, węgierski piłkarz, trener pochodzenia żydowskiego (ur. 1900)
- 1983 – Jan Clayton, amerykańska aktorka (ur. 1917)
- 1984 – Muhammad Nadżib, egipski polityk, premier i prezydent Egiptu (ur. 1901)
- 1985:
  - Ruth Gordon, amerykańska aktorka (ur. 1896)
  - Miguel Otero Silva, wenezuelski pisarz, publicysta, polityk (ur. 1908)
- 1987:
  - Stefan Guzik, polski aktor, lalkarz (ur. 1954)
  - John Huston, amerykański aktor, reżyser i scenarzysta filmowy (ur. 1906)
  - Jack Young, australijski żużlowiec (ur. 1925)
- 1989:
  - Jerzy Hryniewiecki, polski architekt, urbanista (ur. 1908)
  - Konstanty Puzyna, polski teatrolog, pisarz, publicysta (ur. 1929)
- 1990 – Victorio Spinetto, argentyński piłkarz, trener (ur. 1911)
- 1992 – Klemens Oleksik, polski prozaik, poeta, autor utworów dla dzieci (ur. 1918)
- 1994 – Rui Filipe, portugalski piłkarz (ur. 1968)
- 1995:
  - Michael Ende, niemiecki pisarz (ur. 1929)
  - Gerard Wilk, polski tancerz, choreograf, reżyser operowy (ur. 1944)
- 1996 – José dos Santos Lopes, brazylijski piłkarz (ur. 1910)
- 1997:
  - Krystyna Bigelmajer, polska aktorka (ur. 1938)
  - Peter Gatter, niemiecki dziennikarz (ur. 1943)
  - Cesar Gaudard, szwajcarski zapaśnik (ur. 1915)
- 1998 – Hirokazu Kobayashi, japoński nauczyciel aikido (ur. 1929)
- 2000:
  - Knut Holmqvist, szwedzki strzelec sportowy (ur. 1918)
  - Antoni Janusz, polski podpułkownik pilot (ur. 1902)
- 2001:
  - Albert Bartoszewicz, polski slawista, wykładowca akademicki (ur. 1942)
  - Phil Cade, amerykański kierowca wyścigowy (ur. 1916)
  - Käthe Grasegger, niemiecka narciarka alpejska (ur. 1917)
  - Jacques Santkin, belgijski i waloński polityk (ur. 1948)
  - Ernst Stettler, szwajcarski kolarz szosowy (ur. 1921)
- 2002:
  - Bogdan Baer, polski aktor, reżyser teatralny (ur. 1926)
  - Isidor Früh, niemiecki agronom, polityk (ur. 1922)
  - Rudolf Schnackenburg, niemiecki duchowny i teolog katolicki (ur. 1914)
- 2003:
  - Peter Hacks, niemiecki dramaturg (ur. 1928)
  - Josef Hesoun, austriacki związkowiec, polityk (ur. 1930)
  - Gejza Horák, słowacki językoznawca, publicysta, wykładowca akademicki (ur. 1919)
  - Jurij Saulski, rosyjski kompozytor muzyki filmowej (ur. 1928)
  - James Shannon, amerykański duchowny katolicki, biskup pomocniczy Saint Paul i Minneapolis (ur. 1921)
- 2005 – Ewa Kruk, polska reżyserka filmowa (ur. 1944)
- 2006:
  - Ed Benedict, amerykański animator filmowy (ur. 1912)
  - Melvin Schwartz, amerykański fizyk, wykładowca akademicki, laureat Nagrody Nobla pochodzenia żydowskiego (ur. 1932)
- 2007:
  - Hilly Kristal, amerykański animator kultury (ur. 1931)
  - Antonio Puerta, hiszpański piłkarz (ur. 1984)
  - Francisco Umbral, hiszpański pisarz, publicysta (ur. 1935)
  - Miyoshi Umeki, japońska aktorka, wokalistka jazzowa (ur. 1929)
- 2008:
  - Phil Hill, amerykański kierowca wyścigowy (ur. 1927)
  - Janusz Przedpełski, polski działacz sportowy, prezes Polskiego Związku Podnoszenia Ciężarów (ur. 1926)
- 2010:
  - Daniel Ducarme, holenderski polityk (ur. 1954)
  - Sinan Hasani, kosowski, serbski i jugosłowiański polityk, prezydent Jugosławii (ur. 1922)
- 2011:
  - Bogusław Bijak, polski duchowny katolicki (ur. 1930)
  - Dymitr (Royster), amerykański biskup Kościoła Prawosławnego w Ameryce (ur. 1923)
- 2012:
  - Kazimierz Dudek, polski generał brygady MO, funkcjonariusz UB i SB (ur. 1927)
  - Shulamith Firestone, kanadyjska feministka pochodzenia żydowskiego (ur. 1945)
  - Mirosław Krupiński, polski działacz związkowy, wiceprzewodniczący Komisji Krajowej NSZZ „Solidarność” (ur. 1939)
  - Alfred Schmidt, niemiecki filozof, socjolog (ur. 1931)
  - Grzegorz Wawrzeńczyk, polski muzyk, kompozytor, wokalista, autor tekstów (ur. 1966)
- 2013:
  - Krzysztof Niesiołowski, polski aktor i reżyser teatru lalkowego, pedagog (ur. 1927)
  - Michael Ollis, amerykański sierżant sztabowy (ur. 1988)
- 2014:
  - France Anglade, francuska aktorka (ur. 1942)
  - John Anthony Walker, amerykański oficer marynarki wojennej, szpieg radziecki (ur. 1937)
- 2015:
  - Juan Garriga, hiszpański motocyklista wyścigowy (ur. 1963)
  - Józef Komarewicz, polski poeta, dziennikarz (ur. 1955)
  - Joan Lind, amerykańska wioślarka (ur. 1952)
- 2016:
  - Binjamin Ben Eli’ezer, izraelski generał brygady, polityk (ur. 1936)
  - Juan Gabriel, meksykański piosenkarz, aktor, producent muzyczny (ur. 1950)
- 2017:
  - Mireille Darc, francuska aktorka, modelka, reżyserka filmowa (ur. 1938)
  - Tsutomu Hata, japoński polityk, premier Japonii (ur. 1935)
- 2018:
  - Silvano Campeggi, włoski malarz (ur. 1923)
  - Szczepan Wesoły, polski duchowny katolicki, biskup pomocniczy gnieźnieński, arcybiskup ad personam, teolog (ur. 1926)
- 2019 – Wałerij Syrow, ukraiński piłkarz (ur. 1946)
- 2020:
  - Chadwick Boseman, amerykański aktor (ur. 1976)
  - David S. Cass Sr., amerykański aktor, kaskader, reżyser, scenarzysta i producent filmowy (ur. 1942)
  - Assar Lindbeck, szwedzki ekonomista (ur. 1930)
  - Antoinette Spaak, belgijska działaczka samorządowa, polityk, eurodeputowana (ur. 1928)
- 2021:
  - Andrzej Pepłoński, polski historyk, wykładowca akademicki (ur. 1944)
  - Teresa Żylis-Gara, polska śpiewaczka operowa (sopran) (ur. 1930)
- 2022:
  - Stefan Arczyński, polski fotograf (ur. 1916)
  - Gastone Simoni, włoski duchowny katolicki, biskup Prato (ur. 1937)
  - Peter Zurbriggen, szwajcarski duchowny katolicki, arcybiskup, nuncjusz apostolski (ur. 1943)
- 2023:
  - Rabban al-Qas, iracki duchowny chaldejski, biskup Amadija (ur. 1949)
  - Andrzej Zajączkowski, polski reżyser i scenarzysta filmów dokumentalnych (ur. 1936)
- 2024 – Michael Pak Jeong-il, południowokoreański duchowny katolicki, biskup Jeonju i Masan (ur. 1926)